# Paris, Texas
Pour les articles homonymes, voir Paris (film).
Pour plus de détails, voir Fiche technique et Distribution.
Paris, Texas est un drame germano-français réalisé par Wim Wenders, sorti en 1984.

Il obtient la Palme d'or au Festival de Cannes 1984.
Un homme réapparaît dans le désert du Texas après avoir disparu pendant quatre ans. Il retrouve alors son jeune frère mais ne lui donne pas d'explication sur son absence.

## Synopsis
Comme poussé par une idée fixe, Travis Henderson marche seul dans le désert du Texas. Il cherche sans succès de l'eau, arrive finalement dans un bar isolé et y perd connaissance. Il est recueilli par un médecin qui trouve sur lui une carte avec le numéro de téléphone de son frère, Walt Henderson. Celui-ci fait le trajet depuis Los Angeles pour le retrouver. Travis n'avait plus donné signe de vie depuis quatre ans.
Malgré leurs retrouvailles, Travis ne dit rien, ne mange pas et ne dort pas. Il refuse de prendre l'avion pour retourner à Los Angeles, ce qui oblige son frère et lui à faire tout le trajet en voiture. Ce n'est que progressivement qu'il retrouve l'usage de la parole. Lorsque son frère lui demande où il espérait aller en errant dans le désert, Travis répond enfin qu'il comptait se rendre à Paris, au Texas, où ses parents s'étaient connus et l'auraient conçu. Son père aimait d'ailleurs plaisanter en disant « J'ai connu ma femme à Paris ».
Dans la maison de son frère attendent Anne, la compagne de Walt, et Hunter, le fils de Travis qui avait trois ans quand celui-ci a disparu. Même si Hunter sait que Walt et Anne sont son oncle et sa tante et donc des parents adoptifs, les retrouvailles avec son père sont hésitantes.
Travis apprend par la suite par Anne que la mère d'Hunter, Jane, a l'habitude de passer chaque mois déposer de l'argent pour son fils, dans une banque de Houston. Il veut partir à sa rencontre. Quand il fait part de ses intentions à Hunter, ce dernier décide de l'accompagner, sans demander la permission à Anne et Walt.
Jane travaille désormais dans un peep show : les cabines sont équipées de vitres sans tain permettant aux hommes de regarder les femmes sans être vus. Elle ignore ainsi que Travis est venu la voir. Lui, incapable de parler, remet à plus tard leurs discussions et retourne à l'hôtel avec Hunter.
Le lendemain, il revient et parvient à lui narrer l'histoire de deux inconnus. Même si elle n'a pas reconnu la voix de Travis qui lui parle au téléphone à travers la vitre, elle reconnaît leur histoire et comprend qu'il est face à elle. Plusieurs années auparavant, Jane et Travis sont tombés amoureux malgré leur forte différence d'âge. Leur relation est progressivement devenue conflictuelle. Travis était gagné par la jalousie lorsqu'il s'absentait pour aller au travail, auquel il renonçait pour rester avec Jane mais alors, les problèmes d'argent devenaient sources de tensions. À la naissance d'Hunter, Jane s'est sentie de plus en plus prisonnière de leur relation. Une nuit, leur caravane a pris feu. Jane s'est enfuie avec Hunter. Travis, qui n'en pouvait plus, a alors disparu de leur vie.
Bien qu'ils se soient retrouvés, Travis ne se résout pas à reprendre sa vie avec Jane, à laquelle il est venu confier leur enfant, lui indiquant l'hôtel et la chambre où Hunter l'attend. Travis regarde ces retrouvailles depuis un parking en contrebas, puis disparaît à nouveau dans la nuit.

## Fiche technique
- Titre : Paris, Texas
- Réalisation : Wim Wenders
  - Assistante réalisateur : Claire Denis
- Scénario : Sam Shepard, L. M. Kit Carson
- Musique : Ry Cooder
- Photographie : Robby Müller
  - Première assistante caméra : Agnès Godard
- Montage : Peter Przygodda
- Décors : Anne Kuljian
- Costumes : Birgitta Bjerke
- Production : Anatole Dauman et Don Guest (en)
- Sociétés de production : Road Movies Filmproduktion et  Argos Films
- Société de distribution : Filmverlag der Autoren (Allemagne), Argos Films (France), 20th Century Fox (Etats Unis)
- Pays de production :  Allemagne de l'Ouest,  France
- Langue : anglais
- Format : couleur - 1,66:1 - 35mm - mono
- Genres : drame, road movie
- Durée : 147 minutes
- Dates de sortie : 
  - France : 19 mai 1984 (Festival de Cannes 1984) ; 19 septembre 1984 (sortie)
  - États-Unis :  9 novembre 1984
  - Allemagne de l'Ouest : 11 janvier 1985

## Distribution
- Harry Dean Stanton (VF : Gilles Segal) : Travis Henderson
- Nastassja Kinski (VF : Pascale Rocard) : Jane Henderson
- Dean Stockwell (VF : Gérard Lartigau) : Walt Henderson
- Aurore Clément (VF : Elle-même) : Anne Henderson
- Hunter Carson (VF : Guillaume Boisseau) : Hunter Henderson
- Sam Berr : le pompiste
- Bernhard Wicki (VF : Claude Bertrand) : le docteur Ulmer
- Claresie Mobley : la loueuse de voitures
- Viva : la femme à la télévision
- Socorro Valdez (VF : Marie Vincent) : Carmelita
- Edward Fayton : l'ami d'Hunter
- Justin Hogg : Hunter à 3 ans
- Tom Farrell (VF : Michel Creton) : l'homme qui crie
- John Lurie : Slater
- Jeni Vici : Stretch
- Sally Norvell (VF : Martine Messager) : l'infirmière Bibs
- Sharon Menzel (VF : Annie Sinigalia) : la comédienne
- The Mydolls : le groupe de musique

## Production

### Tournage

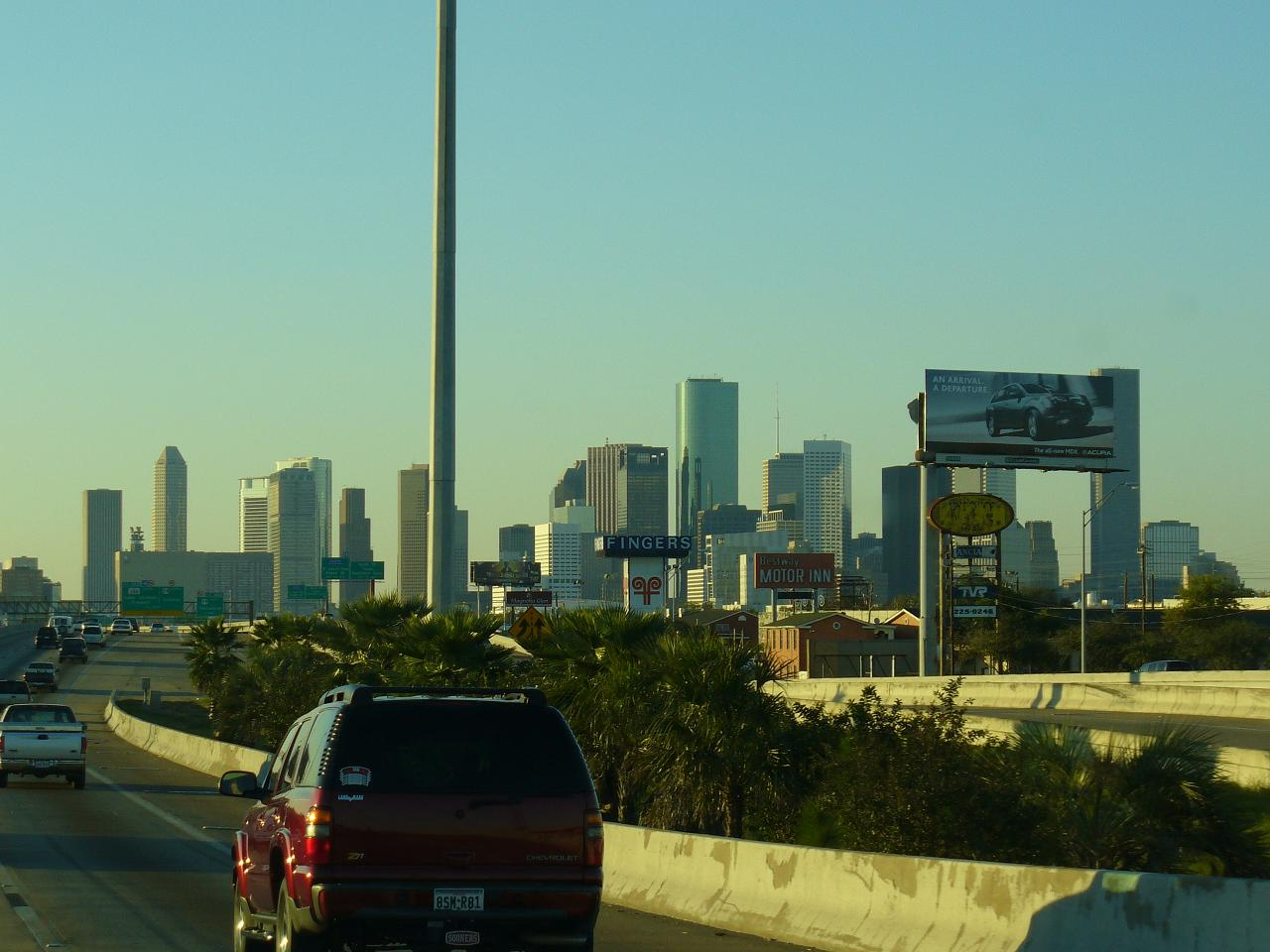
La fin du film se déroule à Houston.

Le tournage du film s'est déroulé du 29 septembre 1983 au 11 décembre 1983 au Texas, dans le parc national de Big Bend, à Marathon, Fort Stockton, Nordheim, Port Arthur, El Paso et Houston, mais aussi en Californie, à Los Angeles, et au Nouveau-Mexique, à Deming.
Aucune scène n'a été tournée dans la véritable ville texane nommée Paris, qui est, en réalité, loin d'être désertique (la ville est le chef-lieu du comté de Lamar et elle compte 25 000 habitants).

### Musique
La musique originale est composée par Ry Cooder. Elle est notamment connue pour son thème musical joué en « slide guitar » par Ry Cooder lui-même. La bande originale comprend aussi une chanson en espagnol, intitulée Canción mixteca, que le groupe The Chieftains a par la suite repris sur l'album San Patricio sorti en 2010.

## Accueil
Après sa première le 19 mai au Festival de Cannes 1984, le film reçoit trois prix : la Palme d'or, à l'unanimité, le prix FIPRESCI ex æquo avec Voyage à Cythère de Theodoros Angelopoulos et le prix du Jury œcuménique. Il est projeté au Sundance Film Festival en 1985 et à nouveau en 2006 dans la catégorie Sundance Collection. De plus, le film remporte le BAFTA 1985 du meilleur réalisateur ; il était également nommé dans les catégories meilleur film, meilleur scénario adapté et meilleure musique de film.
Il était prévu que le film sorte en RFA le 28 septembre 1984. La société de production Road Movies Filmproduktion et la société de distribution Filmverlag der Autoren, dont Wenders est membre depuis sa fondation en 1971, avaient décidé de diffuser 40 copies dans de petits cinémas. Constatant le succès du film au Festival de Cannes et les bonnes réactions de la critique, Wenders demande la diffusion d'au moins 80 copies et va jusqu'à bloquer la sortie du film en Allemagne pour obtenir satisfaction. Ce n'est donc que le 4 janvier 1985 qu'un accord est trouvé, alors que le film est déjà sorti à l'étranger : Paris, Texas est diffusé à partir du 11 janvier dans 65 salles,.

## Postérité
- C'est en hommage à ce film que le groupe de musique Texas, emmené par la chanteuse Sharleen Spiteri, a choisi son nom[12].
- Il s'agit du film préféré du créateur de jeux vidéo Goichi Suda, du guitariste-chanteur Kurt Cobain et de l'auteur-compositeur-interprète américain Elliott Smith[13].
- Le film a été adapté à l'American Center de Paris (France), avec pour acteurs Marc Bottiau et Paloma Hermina Hidalgo[14].
- Le film est dédié à Lotte H. Eisner, historienne du cinéma[15].